# Nijemirdum
Nijemirdum (en frison : Nijemardum) est un village de la commune néerlandaise de De Fryske Marren, situé dans la province de Frise.

## Géographie
Le village se situe dans le sud de la commune, sur la rive de l'IJsselmeer, à 10 km à l'ouest de Lemmer.

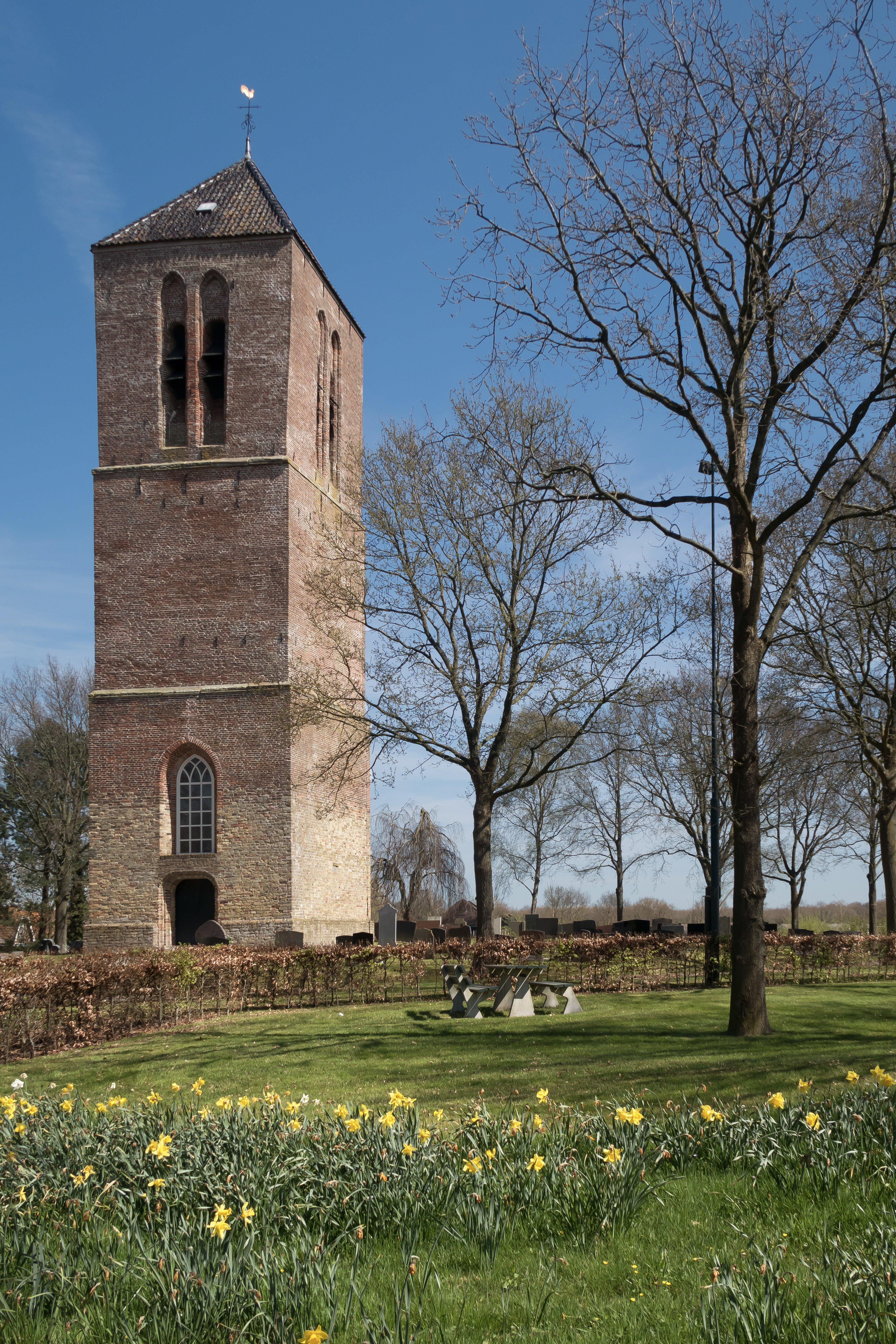
Tour de l'église de Nijemirdum

## Histoire
Nijemirdum est un village de la commune de Gaasterlân-Sleat avant le 1er janvier 2014, date à laquelle celle-ci fusionne avec Lemsterland et Skarsterlân pour former la nouvelle commune de De Friese Meren, devenue De Fryske Marren en 2015.

## Démographie
Le 1er janvier 2018, le village comptait 550 habitants.